# Casa Doctor Vinyes
La Casa Doctor Vinyes o Can Peix és una obra del municipi d'Anglès inclosa en l'Inventari del Patrimoni Arquitectònic de Catalunya.

## Descripció
Es tracta d'un edifici de planta irregular que consta de planta baixa, primer pis i altell. Tot i que s'observen diversos nivells de cobertes, en essència l'immoble està cobert per una teulada a dues aigües de vessants a façana. Destacar en aquest sector la presència d'un ràfec molt accentuat, el qual sobresurt i emergeix bastant respecte a la façana.

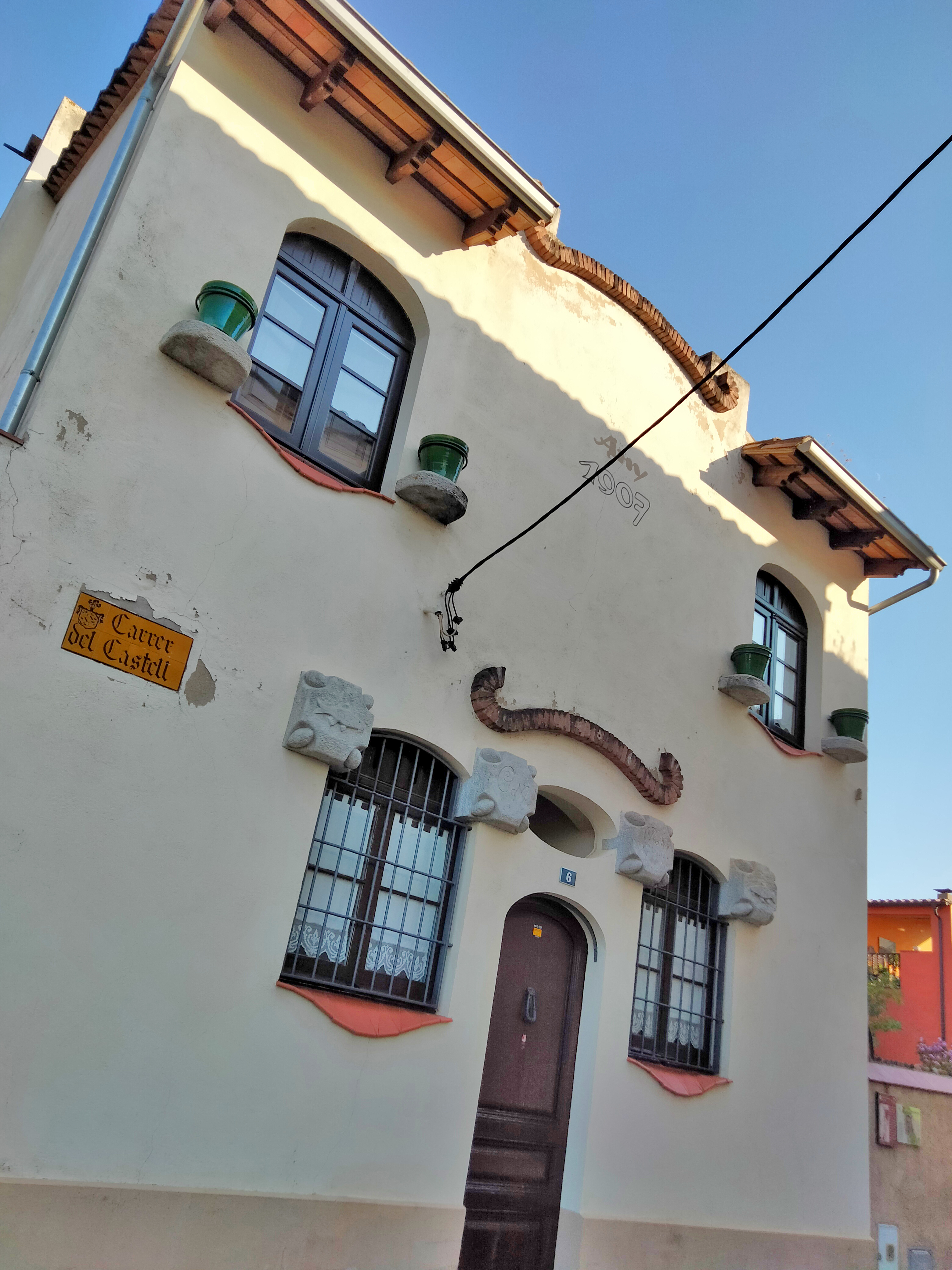
Detall de la façana

L'immoble es troba clarament associat als postulats noucentistes com així ho acrediten diverses solucions formals i ornamentals repartides especialment per tota la façana principal: des de les mènsules de pedra les quals sobresurten del mur i que contenen tant el nom de l'edifici com motius pisciformes; passant per la creació de nombrosos jocs estético-visuals -mitjançant la combinació de diversos elements com ara el cromatisme verd- que trenquen la uniformitat de l'arrebossat; fins a arribar al gust per les formes ondulades i corbades de les finestres.